# Naturschnitzel
Naturschnitzel sind kleine Schnitzel aus der Schale vom ausgelösten Kalbsschlegel (in der österreichischen Küchensprache das sogenannte Naturteil oder Kaiserteil). In der österreichischen Küche werden Naturschnitzel z. B. mit Reis oder Champignons serviert. Ein Naturschnitzel ist nicht paniert, sondern mehliert. Als Abwandlung mit pikanter Zigeunersauce wird es zum Zigeunerschnitzel.

## Zubereitung
Für die Zubereitung von Naturschnitzel ist das wichtigste Kriterium das Braten bei voller Hitze, sodass der Saft nicht austreten kann und das Dünsten vermieden wird. Es werden möglichst kleinfingerdicke Rechtecke geschnitten, die mäßig geklopft und deren Hautränder eingeschnitten werden. Nach dem Salzen und Pfeffern wird nur eine Seite bemehlt, mit dieser zuunterst in sehr heißem Fett rasch goldbraun anbraten, dann die andere Seite ebenso. Die Naturschnitzel werden dann nochmals in Butter kurz und scharf angebraten. Dieser Bratensaft wird mit Mehl gestaubt, durchgeröstet und mit Kalbsknochenbrühe zu einer kurzen Jus (jus court) verkocht. Garniert wird mit Zitronenspalten und gezupftem Petersiliengrün, geeignete Beilagen sind Reis (Risipisi), Champignons, Erbsen und Blattsalat.

## Ableitungen
Ableitungen vom Naturschnitzel sind:
- Champignonschnitzel
- Jägerschnitzel
- Paprikaschnitzel
- Rahmschnitzel
- Naturschnitzel, gratiniert (mit Parmesan-Gratiniermasse)
- Marengo-Kalbsschnitzel (nach dem französischen Marengo-Ragout aus Hühnerfleisch zu Ehren Napoleons),[1] siehe Huhn Marengo.